# Farida do Egito
Safinaz Zulficar (em árabe: صافيناز ذوالفقار) (Alexandria, 5 de setembro de 1921 - Cairo, 15 de outubro de 1988), foi rainha do Egito, como primeira esposa do rei Faruque I, quando passou a ser chamada Rainha Farida.

## Biografia

### Família e primeiros anos
Farida nasceu em uma família da nobreza egípcia em Gianaclis, Alexandria. Seu pai, o juiz Youssef Zulficar Paxá, foi vice-presidente da Corte Mista de Apelações de Alexandria. Seu avô materno foi o primeiro-ministro Mohammed Saíde Paxá e um de seus tios foi o renomado artista Mahmoud Saíde. Estudou no colégio Notre Dame de Sion, em Alexandria, uma escola dirigida por freiras francesas.

### Casamento e filhos
Casou-se em 20 de janeiro de 1938, aos dezesseis anos de idade, com o rei Faruque I, em Saraya el-Kubba, no Cairo. Na ocasião, ela recebeu o nome de Farida, de acordo com a tradição iniciada pelo rei Fuade I, na qual os nomes dos membros da família real deveriam ter as mesmas iniciais. O casal teve três filhas:
- Ferial (1938-2009), casada com Jean-Pierre Perreten, com descendência
- Fawzia (1940-2005), não se casou
- Fadia (1943-2002), casada com Pierre Alexievitch Orloff, com descendência

### Divórcio e últimos anos
Após a terceira gravidez, sem um herdeiro varão, Faruque decidiu divorciar-se de Farida, em 19 de novembro de 1948. Posteriormente, ela viveu no Líbano (1963-1968) e em Paris (1968-1974), até retornar ao Egito, então governado por Anwar Al Sadat, em 1974.
Farida permaneceu solteira após o divórcio e acabou por morrer de leucemia, em 17 de outubro de 1988, aos 68 anos, na cidade do Cairo, Egito.

## Nota
- Este artigo foi inicialmente traduzido, total ou parcialmente, do artigo da Wikipédia em inglês cujo título é «Farida of Egypt», especificamente desta versão.